# Prijs van de Kritiek
De Prijs van de Kritiek is een prijs die sinds 1967 jaarlijks uitgereikt wordt aan mensen of instellingen in Nederland, die een positieve bijdrage hebben geleverd aan theater, muziektheater, dans, mime en/of cabaret. De leden van de Kring van Nederlandse Theatercritici kiezen de winnaar.

## Winnaars
- 2022: Daria Bukvić, vanwege 'de wijze waarop ze persoonlijk engagement weet te combineren met generositeit naar haar medemakers en medewerkers' [1]
- 2021: Taskforce culturele en creatieve sector vanwege de ‘intensieve en eendrachtige behartiging van de belangen van de cultuursector tijdens de coronacrisis’ [2]
- 2020: Theaterfestival Boulevard in ’s Hertogenbosch vanwege ‘de constante hoge kwaliteit en zijn insprerende alternatieve coronaeditie’
- 2019: Orkater vanwege ‘de constante hoge kwaliteit in voorstellingen en haar voortdurende vernieuwing’
- 2018: De jeugdtheatergezelschappen in de culturele basisinfrastructuur 'voor de unieke, veelzijdige vormen van theater die zij brengen voor jonge kijkers’
- 2017: collectief De Warme Winkel voor 'het consistent avontuurlijke en tegendraadse theater'
- 2016: Nieuwe Toneelbibliotheek voor 'het stimuleren en ontsluiten van de Nederlandstalige toneelschrijfkunst’
- 2015: Johan Doesburg, voor zijn hele oeuvre en specifiek voor de voorstelling Genesis
- 2014: Susanne Kennedy, regisseur bij Toneelgroep Oostpool en Toneelgroep Amsterdam
- 2013: Diederik van Vleuten 'vanwege het feit dat hij met zijn soloprogramma’s Daar werd wat groots verricht en Buiten schot een compleet nieuw theatergenre heeft gecreëerd'.
- 2012: Eric de Vroedt / Mightysociety
- 2011: de Nederlandse productiehuizen
- 2010: M-Lab
- 2009: programmering Muziektheater Amsterdam / Pieter Hofman
- 2008: Introdans/Roel Voorintholt, artistiek directeur
- 2007: Ivo van Hove
- 2006: Theo Maassen
- 2005: Rotterdamse Schouwburg
- 2004: Johan Simons
- 2003: Guy Cassiers
- 2002: Krisztina de Châtel
- 2001: Dirk Tanghe
- 2000: Hanneke Rudelsheim van Bellevue/Nieuwe de la Mar
- 1999: Mirjam Koen/Onafhankelijk Toneel
- 1998: Luk Perceval van de Blauwe Maandag Compagnie
- 1997: Carver
- 1996: Pierre Audi van De Nederlandse Opera
- 1995: Koos Terpstra
- 1994: Hans Croiset
- 1993: Theu Boermans van De Trust
- 1992: Frans Lommerse van de Toneelschuur
- 1991: Jiří Kylián van het Nederlands Dans Theater
- 1990: Peter Oosthoek
- 1989: Carel Birnie van het Nederlands Dans Theater
- 1987: Toneelgroep De Appel voor Faust I en II
- 1986: niet toegekend
- 1985: geen winnaar
- 1984: Introdans
- 1983: Fact
- 1982: Judith Herzberg voor Leedvermaak[3] bij toneelgroep Baal
- 1981: Toneelgroep Globe
- 1980: Steve Austen en Ritsaert ten Cate
- 1979: Toneelgroep Baal
- 1978: Jan Rap en z'n maat[4] bij de Theaterunie
- 1977: Toneelgroep De Appel met De Storm
- 1976: Nederlandse Opera Stichting
- 1975: Herman van Veen van Harlekijn
- 1974: Hans van Manen
- 1973: collectief The Family[5] onder leiding van Lodewijk de Boer
- 1972: Paul Steenbergen van de Haagsche Comedie
- 1971: Peter Oosthoek voor Kees de Jongen[6]
- 1970: Ritsaert ten Cate van het Mickery Theater
- 1969: Wim Vesseur[7]
- 1968: de dramaturgische afdeling van Toneelgroep Centrum
- 1967: Toneelgroep Studio[8]